# あっけらかん (1982年のテレビドラマ)
『あっけらかん』は、日本テレビ系列の「金曜劇場」（毎週金曜日21:00 - 21:54）で、1982年（昭和57年）5月28日から同年8月20日まで放映されていたテレビドラマ。全13話。

## 概要
多摩中央病院の看護師で看護主任の長井（石塚）聖子は、夫の信太郎とは浮気が元で半年前に離婚、シングルマザーとして二人の子供と一緒に三人暮らし。心機一転、団地から一軒家の新居に引っ越すことにしたが、新居には聖子たちの荷物より先にある荷物が届いており、そこにその荷物の主で彫金師の木田洋平が現れた。木田は聖子の家の部屋を一室借りて仕事をするという約束をしていたが、引越しの手伝いに来ていた聖子の妹・由美はこれに怒る。後から来た聖子は由美たちに事情を説明したが…。
ヒロイン・聖子の再婚までの道程とその波瀾、それを物ともせずあっけらかんと生きるその様を、笑いと涙を交えながら描いた。

## キャスト
- 長井（石塚）聖子：佐久間良子
多摩中央病院勤務の看護師で看護主任。43歳。夫・信太郎との離婚後は二人の子供を引き取り、苗字も旧姓の石塚に戻した。おっちょこちょいな所がある。
- 聖子の娘・むつみ：有馬加奈子
- 聖子の息子・克也：加瀬悦孝
- 石塚由美：田中好子
聖子の妹で、雑誌記者。おっちょこちょいな姉をフォローしつつ、姉の二人の子供の面倒を見ている。
- 木田洋平：泉谷しげる
彫金師。母が多摩中央病院に入院していた時に聖子と知り合い、それ以来聖子に惚れていて結婚を夢見ている。
- 長井信太郎：中谷一郎
聖子の元夫。離婚しようとは思っていなかったが、交際していた和江に子供が出来たことから聖子から離縁を申し渡され、その後和江と再婚。離婚後も聖子に毎月仕送りをしているがそれがきついことから、洋平には聖子との結婚を迫っている。
- 長井和江：五十嵐淳子
信太郎の今の妻。本来は優しいものの、信太郎が聖子に対し優柔不断な態度をとり続けていることから、それを不満に思いいつも叱咤し続けている。また、聖子の子供たちが時々信太郎の元を訪ねて来るのも面白く無く思っている。
- 松浦完治：上原謙
多摩中央病院院長。小さな病院として開業して以来院長として手腕を揮い、総合病院にまで育て上げた。若い頃は女性によくモテたという。聖子のことを何かにつけ心配している。
- 西村初江（総婦長）：南風洋子
- 堀川ユキ（婦長）：高森和子
- 深谷一（事務員）：せんだみつお
- 谷部正彦（医師）：下條アトム
- 川合ますみ（看護師）：山本郁子
- 見習看護師：真鍋ちえみ（パンジー）
- 見習看護師：三井比佐子（パンジー）
- 見習看護師：北原佐和子（パンジー）
- 榊外科部長：中山仁（第5話から）
- 木田ミヨ（洋平の母）：風見章子
- 犬塚弘
- 中原早苗
他

（出典：）

## スタッフ
- 原案：岩間芳樹
- 企画：梅谷茂（日本テレビ）、小田切成明（アズバーズ）
- 制作：中島忠史（日本テレビ）
- プロデューサー：戸井公平（アズバーズ）
- 脚本：高際和雄、石森史郎、久貴千賀子、北原優、池田一朗
- 演出：小田切成明、新沢浩
- 医事監修：保坂孝二
- 彫金指導：ミキモト
- 制作：日本テレビ、アズバーズ

主題歌
- 杉村尚美「風の中のメロディー」（作詞：三浦徳子、作曲：田中弥生）

## 放映リスト
| 話数                                                           | 放送日        | サブタイトル           | 脚本       | 演出       | 視聴率 |
| -------------------------------------------------------------- | ------------- | ---------------------- | ---------- | ---------- | ------ |
| 1                                                              | 1982年5月28日 | 苗字まで変えるなんて!  | 高際和雄   | 小田切成明 | 13.9%  |
| 2                                                              | 6月4日        | 母さんまたヤッチャッタ | 高際和雄   | 小田切成明 | 19.7%  |
| 3                                                              | 6月11日       | 後には引けぬ、お犬様   | 石森史郎   | 小田切成明 | 15.5%  |
| 4                                                              | 6月18日       | まさかうちの娘が?      | 久貴千賀子 | 新沢浩     | 15.4%  |
| 5                                                              | 6月25日       | 父の日のお母さん       | 石森史郎   | 小田切成明 | 16.7%  |
| 6                                                              | 7月2日        | 立派な婦長になってね   | 北原優     | 小田切成明 | 15.3%  |
| 7                                                              | 7月9日        | いやよ! 手術なんて     | 池田一朗   | 小田切成明 | 16.1%  |
| 8                                                              | 7月16日       | 泣いていいよお母さん   | 北原優     | 小田切成明 | 18.8%  |
| 9                                                              | 7月23日       | 乳房はもう無い!        | 北原優     | 小田切成明 | 16.7%  |
| 10                                                             | 7月30日       | 愛、感じちゃう!        | 北原優     | 小田切成明 | 16.1%  |
| 11                                                             | 8月6日        | 母親、そして女として   | 北原優     | 小田切成明 | 18.0%  |
| 12                                                             | 8月13日       | 言ってしまえば…        | 石森史郎   | 小田切成明 | 17.5%  |
| 13                                                             | 8月20日       | 出発! 再婚実験         | 北原優     | 小田切成明 | 20.5%  |
| 平均視聴率 16.9%（視聴率はビデオリサーチ調べ、関東地区・世帯） |               |                        |            |            |        |